# هوپ، ایندیانا
هوپ (به انگلیسی: Hope) یک شهر در ایالات متحده آمریکا است که در شهرستان بارتولما، ایندیانا واقع شده‌است. هوپ ۲٫۴۶ کیلومتر مربع مساحت و ۲٬۱۰۲ نفر جمعیت دارد. این منطقه ۲۱۸ متر بالاتر از سطح دریا واقع شده‌است.